# Deutscher Filmpreis
O Deutscher Filmpreis (em português: Prêmio de Cinema Alemão), muitas vezes referido como Lola, é concedido desde 1951 e é considerado o prêmio de maior prestígio para o cinema alemão. É apresentado em uma cerimônia realizada em Berlim, e transmitido alternadamente pelos canais ARD e ZDF. O prêmio foi criado pelo Ministério Federal do Interior e foi concedido pela primeira vez durante o Festival de Cinema de Berlim.

## Categorias
- Melhor Filme de Ficção
- Melhor Documentário
- Melhor Filme Infantil
- Melhor Diretor
- Melhor Roteiro
- Melhor Atriz
- Melhor Ator
- Melhor Atriz Coadjuvante
- Melhor Ator Coadjuvante
- Melhor Fotografia
- Melhor Edição
- Melhor Figurino
- Melhor Design de Produção
- Melhor Edição de Som
- Melhor Elenco
- Melhor Maquiagem
- Melhores Efeitos Visuais e Animação